# MacOS
macOS (prije Mac OS X, a kasnije OS X) je red operacijskih sustava koje razvija američka tvrtka Apple za svoju Mac obitelj računala.
Od 2002., macOS se isporučuje sa svim novim Macintosh računalima. Nasljednik je operacijskog sustava Mac OS 9 objavljenog 1999., posljednje objavljenog klasičnog Mac OS sustava koji je bio Appleov glavni operacijski sustav od 1984.
Temelji se na Unixu, a izgrađen je na tehnologiji koju je razvila tvrtka NeXT između druge polovice 1980-ih i Appleove kupnje te tvrtke 1996. Od šestog objavljenog Mac OS X 10.5 "Leopard" pa nadalje, svaki objavljeni OS X dobiva UNIX 03 certifikat dok je pokretan na Intel procesoru.
Prva objavljena verzija je bila Mac OS X Server 1.0 1999., i desktop verzija, Mac OS X 10.0 "Cheetah" objavljena 2001. Serverska verzija, Mac OS X Server, arhitektonski je identična desktop verziji i uključuje alate koji omogućuju upravljanje radnim skupinama Mac OS X strojeva, te nude pristup mrežnim servisima.
Appleova inačica jezgre je poznatija pod nazivom Darwin. Jezgra (kernel) je razvijena na osnovi Mach mikrojezgre, a korisničko grafičko sučelje je nazvano Aqua. Također se sastoji od dijelova FreeBSD i NetBSD implementacija Unixa.

## Povijest
Mac OS X se temelji na Mach jezgri. Određeni dijelovi FreeBSD-a i NetBSD-a, implementacija Unixa, su uključeni u NeXTSTEP, jezgru Mac OS X-a. NeXTSTEP je bio objektno-orijentiran operacijski sustav koji je razvila tvrtka NeXT koju je osnovao Steve Jobs nakon što je napustio Apple 1985. Za vrijeme dok Steve Jobs nije bio u Appleu, Apple je pokušao napraviti "sljedeću generaciju" operacijskih sustava kroz Taligent, Copland i Gershwin projekte s malim uspjehom.
Na kraju, NeXT-ov operacijski sustav, tada nazvan OPENSTEP, je izabran za bazu Appleovog sljedećeg operacijskog sustava, i Apple je u potpunosti kupio NeXT. Steve Jobs se vratio u Apple kao privremeni izvršni direktor, te kasnije izvršni direktor i vođa prijelaza OPENSTEP-a u sustav koji će biti prilagođen Appleovom glavnom tržištu kućnih korisnika i kreativnih profesionalaca. Projekt je bio poznat kao Rhapsody, a kasnije je preimenovan u Mac OS X.
Mac OS X Server 1.x nije bio kompatibilan sa softverom dizajniranim za originalni Mac OS i nije imao podršku za Appleovo IEEE 1394 sučelje (FireWire). Mac OS X 10.x uključuje veću usklađenost s nasljeđenim aplikacijama i veću funkcionalnost uključivanjem Carbon API-ja kao i FireWire podršku. Kako je operacijski sustav napredovao promijenio se iz nasljeđenog Mac OS-a u operacijski sustav koji se ističe novim aplikacijama poput iLife, iWork i FrontRow aplikacija.
Inačice 10.0 do 10.7 nose naziv Mac OS X, inačice od 10.8 do 10.11 nose naziv OS X, a inačice 10.12 i novije nose naziv macOS.

## Općenito
OS X je deseta verzija Appleovih operacijskih sustava za Mac računala. Prethodne verzije su imenovane arapskim brojevima, npr. Mac OS 9. Kod Mac OS X-a slovo X označava rimski broj 10.
Jezgra Mac OS X-a je operacijski usklađen s POSIX standardom i izgrađen na XNU jezgri, te s uključenim standardnim pogodnostima koje pruža Unix-ova komandna linija. Apple je taj operacijski sustav objavio kao besplatan i otvorenog koda, te ga nazvao Darwin. Na taj operacijski sustav Apple je dodao brojne komponente kao Aqua grafičko sučelje i Finder file manager, te je tako završen Mac OS X.
Mac OS X uvodi brojne nove mogućnosti da ponudi stabilniji i sigurniji sustav nego njegov prethodnik Mac OS 9. Na primjer, preventivni višezadaćni rad i zaštita memorije poboljšavaju mogućnost sustava da izvodi više aplikacija istodobno bez njihova međusobnog prekidanja. Mnogi aspekti Mac OS X-ove arhitekture su izvedeni iz OpenStepa, koji je bio dizajniran da bude prenosiv, te da olakša prijelaz s jedne platforme na drugu. Na primjer, Nextstep je bio prebačen s originalne 68k bazirane NeXT radne stanice na x86 i druge arhitekture do Appleove kupnje NeXT-a, i OpenStep je kasnije bio prebačen na PowerPC arhitekturu kao dio Rhapsody projekta.
Najvidljivija promjena je bila Aqua tema. Korištenje blagih rubova, prozirnih boja, i uzoraka s tankim prugama, sličnih hardver dizajnu prvih iMac-ova, donosi više tekstura i boja u korisničko sučelje u usporedbi s OS 9 i OS X Server 1.0 Platinum izgledom.
S verzijom 10.6 Snow Leopard, Apple napušta PowerPC procesore i okreće se Intelu.

## Kronologija inačica
| Inačica  | Kodno ime     | Podržani procesor        | 32-bitni/64-bitni | Datum izlaska       |
| -------- | ------------- | ------------------------ | ----------------- | ------------------- |
| Mac OS X |               |                          |                   |                     |
| 10.0     | Cheetah       | PowerPC                  | 32-bitni          | 24. ožujka 2001.    |
| 10.1     | Puma          | PowerPC                  | 32-bitni          | 25. rujna 2001.     |
| 10.2     | Jaguar        | PowerPC                  | 32-bitni          | 24. kolovoza 2002.  |
| 10.3     | Panther       | PowerPC                  | 32-bitni          | 24. listopada 2003. |
| 10.4     | Tiger         | PowerPC Intel            | 32-bitni          | 29. travnja 2005.   |
| 10.5     | Leopard       | PowerPC Intel            | 32-bitni          | 26. listopada 2007. |
| 10.6     | Snow Leopard  | Intel PowerPC s Rosettom | 32-bitni 64-bitni | 28. kolovoza 2009.  |
| 10.7     | Lion          | Intel                    | 64-bitni          | 20. srpnja 2011.    |
| OS X     |               |                          |                   |                     |
| 10.8     | Mountain Lion | Intel                    | 64-bitni          | 25. srpnja 2012.    |
| 10.9     | Mavericks     | Intel                    | 64-bitni          | 22. listopada 2013. |
| 10.10    | Yosemite      | Intel                    | 64-bitni          | 16. listopada 2014. |
| 10.11    | El Capitan    | Intel                    | 64-bitni          | 30. rujna 2015.     |
| macOS    |               |                          |                   |                     |
| 10.12    | Sierra        | Intel                    | 64-bitni          | 20. rujna 2016.     |
| 10.13    | High Sierra   | Intel                    | 64-bitni          | 25. rujna 2017.     |
| 10.14    | Mojave        | Intel                    | 64-bitni          | 24. rujna 2018.     |
| 10.15    | Catalina      | Intel                    | 64-bitni          | 7. listopada 2019.  |